# Primeiro príncipe de sangue
Primeiro príncipe de sangue (em francês:  Premier prince du sang) é um título oficial da antiga monarquia francesa concedido a partir de 1527, que era atribuído, pelo Rei, ao príncipe de sangue situado logo após os "Filhos de França" (em francês:  Fils de France) e dos "Netos de França" (em francês:  Petits-fils de France), de acordo com as leis fundamentais do Reino. Dentre essas leis fundamentais, a lei sálica excluía as mulheres da sucessão ao trono enquanto dava uma relevância particular aos herdeiros do sexo masculino. Os príncipes de sangue de França descendiam legitimamente da Dinastia capetiana, também designada Casa de França, enquanto apenas os descendentes agnáticos de Hugo Capeto eram considerados à sucessão.

## Enquadramento
O título conferia um prestígio importante ao seu titular. Sob os últimos reis da Casa de Valois, existia o título de « segunda pessoa de França » (em francês:  seconde personne de France). Sob Francisco I, a segunda pessoa de França era o seu cunhado, o duque de Alençon. A partir de 1525, a posição passa ao membro mais sénior Casa de Bourbon.
Em 1595, o rei Henrique IV cria oficialmente o título de Primeiro príncipe de sangue para o ramo cadete dos Bourbon-Condé que o usará até à morte de Henrique Júlio de Bourbon-Condé em 1709. Este último não descendia, em linha agnática, de Luís XIII mas apenas de São Luís IX, pelo que, em 4 de agosto de 1703, perdeu o título em benefício do duque de Chartres (primeiro bisneto de Luís XIII que não era Filho de França), mas Luís XIV só viria a atribuir o título ao duque de Chartres (filho do futuro Regente) apenas em 1709.
De seguida, o título continua a ser conferido aos duques de Orleães descendentes de Regente, até à aclamação de Luís Filipe I como rei em 1830. Contudo, não descendendo, em linha agnática, de Luís XIV mas apenas de Luís XIII, Luís, Duque de Orleães acabará por perder o título, a 13 de junho de 1747, em benefício de Filipe de Bourbon, duque de Calábria (primeiro neto de Grande Delfim que não era Filho de França).. Esta renuncia fora confirmada aquando do Tratado de Utreque (1713), mas era contrária às Leis Fundamentais do Reino de França, sendo considerada nula por Filipe V, que fez valer os seus direitos de herdeiro presuntivo de Luís XV, quando este ainda não tinha filhos, como refere a carta de Filipe V ao Parlamento de Paris de 9 de novembro de 1728 : "A minha intenção, Senhores, é de manifestar-vos que, caso seja vontade de Deus, que o Rei Luís XV, meu querido irmão e sobrinho, venha a falecer sem deixar sucessor proveniente de si mesmo, eu pretendo usar do direito que o meu nascimento me dá de lhe suceder na Coroa de França à qual eu nunca pude validamente renunciar... Assim que souber da morte do Rei de França... partirei para ir tomar posse do trono dos reis, meus pais

Luís XV atribui o título de Primeiro príncipe de sangue a Luís, Duque de Orleães e, desde então, o título fica para o membro mais sénior da Casa de Orleães que o usa até 1830, data em que Luís Filipe de Orleães se torna rei. Este último não descendia, em linha agnática de Luís XV mas apenas de Luís XIII, vindo a perder o título, a 29 de setembro de 1820, em benefício de Henrique de Bourbon, Duque de Bordéus (o primeiro bisneto de Delfim Luís (1729-1765) que não era Filho de France).
Luís XVIII atribuí o título de Primeiro príncipe de sangue a Luís Filipe de Orleães (1773-1850) — que o usa até ao seu reinado — e ao duque de Bordéus atribui a qualificação de "Neto de França" (em francês:  petit-fils de France) desde o seu nascimento, embora ele fosse apenas príncipe de sangue relativamente à sua posição dinástica.

## Tratamento
Nos séculos XVI e XVII, era usado o tratamento de « Monsieur le Prince »  para o Primeiro príncipe de sangue.

## Lista dos Primeiros príncipes de sangue
| Nome                                                | Imagem                              | Nascimento | Casamento e descendência                                         | Morte                                               | Monarca                      |
| --------------------------------------------------- | ----------------------------------- | --- | ---------------------------------------------------------------- | --------------------------------------------------- | ---------------------------- |
| Luís II Duque de Orleães 1465 – 1498                | Luís II, Duque de Orleães           | 27 de junho de 1462(filho de Carlos I de Orleães) | Ana de Montfort 8 de janeiro de 1499 2 filhos                    | 1 de janeiro de 1515 (52 anos, 6 meses e 5 dias)    | Luís XI (r. 1461 – 1483)     |
| Francisco Conde de Angolema 1498 – 1515             | Francisco, Conde de Angolema        | 12 de setembro de 1494(filho de Carlos I de Valois) | Cláudia da Britânia 18 de maio de 1514 5 filhos                  | 31 de março de 1547 (52 anos, 6 meses e 19 dias)    | Luís XII (r. 1498 – 1515)    |
| Carlos IV Duque de Alençon 1515 – 1525              | Carlos IV de Alençon                | 2 de setembro de 1489(filho de Renato de Alençon) | Margarida de Angolema 9 de outubro de 1509 Sem filhos            | 11 de abril de 1525 (35 anos, 7 meses e 9 dias)     | Francisco I (r. 1515 – 1547) |
| Carlos III Duque de Bourbon 1525 – 1527             | Carlos III de Bourbon               | 17 de fevereiro de 1490(filho de Gilberto de Montpensier) | Susana de Bourbon 12 de maio de 1505 3 filhos                    | 6 de maio de 1527 (37 anos, 2 meses e 19 dias)      | Francisco I (r. 1515 – 1547) |
| Carlos III Duque de Bourbon 1525 – 1527             | Carlos III de Bourbon               | Carlos, o Condestável de Bourbon não recebe o título dado que estava em conflito com Francisco I, que o levou a julgamento por rebelião e crime de lesa-majestade. |                                                                  |                                                     | Francisco I (r. 1515 – 1547) |
| Carlos Duque de Vendôme 1527 – 1537                 | Carlos de Bourbon, Duque de Vendôme | 2 de junho de 1489(filho de Francisco de Bourbon) | Francisca de Alençon 18 de maio de 1513 13 filhos                | 25 de março de 1537 (57 anos, 9 meses e 23 dias)    | Francisco I (r. 1515 – 1547) |
| Antônio Duque de Vendôme 1537 – 1562                | Antônio de Bourbon                  | 22 de abril de 1518(filho de Carlos de Bourbon) | Joana de Albret 20 de outubro de 1548 5 filhos                   | 17 de novembro de 1562 (44 anos, 6 meses e 26 dias) | Henrique II (r. 1547 – 1559) |
| Henrique III Rei de Navarra 1562 – 1589             | Henrique III de Navarra             | 13 de dezembro de 1553(filho de Antônio de Bourbon) | Maria de Médici 17 de dezembro de 1600 6 filhos                  | 14 de maio de 1610 (56 anos, 5 meses e 1 dia)       | Carlos IX (r. 1560 – 1574)   |
| Carlos Arcebispo de Ruão 1589 – 1590                | Carlos I de Bourbon                 | 22 de setembro de 1523(filho de Carlos de Bourbon) | — Não se casou.                                                  | 9 de maio de 1590 (66 anos, 7 meses e 17 dias)      | Henrique IV (r. 1589 – 1610) |
| Henrique Príncipe de Condé 1590 – 1646              | Henrique II de Condé                | 1 de setembro de 1588(filho de Henrique I de Condé) | Carlota de Montmorency 1609 3 filhos                             | 26 de dezembro de 1646 (58 anos, 3 meses e 25 dias) | Henrique IV (r. 1589 – 1610) |
| Luís Príncipe de Condé 1646 – 1686                  | Luís II de Condé                    | 8 de setembro de 1621(filho de Henrique II de Condé) | Clara Clemência de Maillé-Brézé 11 de fevereiro de 1641 3 filhos | 11 de dezembro de 1686 (65 anos, 3 meses e 3 dias)  | Luís XIV (r. 1643 – 1715)    |
| Luís Príncipe de Condé 1646 – 1686                  | Luís II de Condé                    | Com a sua morte, em 1686, foi considerado dar o título de primeiro príncipe de sangue ao Duque de Anjou (que viria a ser Rei de Espanha) ou ao Duque de Chartres (que viria a ser Duque de Orleães e depois Regente). No entanto, achou-se que para o primeiro "não seria honra suficiente" e, para o segundo, "não seria suficientemente distinguido dos restantes Príncipes de sangue". Assim, o título passou para o Duque de Enghien, que viria a ser o novo Príncipe de Condé. |                                                                  |                                                     | Luís XIV (r. 1643 – 1715)    |
| Henrique Júlio Príncipe de Condé 1686 – 1709        | Henrique Júlio, Príncipe de Condé   | 29 de julho de 1643(filho de Luís II de Condé) | Ana Henriqueta da Baviera 11 de dezembro de 1663 10 filhos       | 1 de abril de 1709 (65 anos, 8 meses e 3 dias)      | Luís XIV (r. 1643 – 1715)    |
| Henrique Júlio Príncipe de Condé 1686 – 1709        | Henrique Júlio, Príncipe de Condé   | Henrique Júlio conserva o título após o nascimento do novo Duque de Chartres a 4 de agosto e 1703 (primeiro bisneto de Luís XIII que não era Filho de França). |                                                                  |                                                     | Luís XIV (r. 1643 – 1715)    |
| Luís Duque de Orleães Duque de Chartres 1709 – 1752 | Luís, Duque de Orleães              | 4 de agosto de 1703(filho de Filipe II d'Orleães) | Augusta de Baden-Baden 18 de junho de 1724 2 filhos              | 4 de fevereiro de 1752 (48 anos e 6 meses)          | Luís XIV (r. 1643 – 1715)    |
| Luís Duque de Orleães Duque de Chartres 1709 – 1752 | Luís, Duque de Orleães              | Luís só recebe o título após a morte de Henrique Júlio de Condé, conservando-o após o nascimento de Filipe de Bourbon, Duque da Calábria (primeiro bisneto do Grande Delfim que não era Filho de França), ao qual o seu pai, o Rei Carlos I, atribuí o título de Príncipe Real das Duas Sicílias. |                                                                  |                                                     | Luís XIV (r. 1643 – 1715)    |
| Luís Filipe Duque de Orleães 1752 – 1785            | Luís Filipe I, Duque de Orleães     | 12 de maio de 1725(filho de Luís de Orleães) | Luísa Henriqueta de Bourbon 17 de dezembro de 1743 2 filhos      | 18 de novembro de 1785 (60 anos, 6 meses e 6 dias)  | Luís XV (r. 1715 – 1774)     |
| Luís Filipe Duque de Orleães 1785 – 1790 ·          | Luís Filipe II, Duque de Orleães    | 13 de abril de 1747(filho de Luís Filipe I de Orleães) | Luísa Maria de Bourbon 6 de junho de 1769 5 filhos               | 6 de novembro de 1793 (60 anos, 6 meses e 6 dias)   | Luís XVI (r. 1774 – 1792)    |
| Luís Filipe Duque de Orleães 1785 – 1790            | Luís Filipe I de França             | 6 de outubro de 1773(filho de Luís Filipe II de Orleães) | Maria Amélia das Duas Sicílias 25 de novembro de 1809 10 filhos  | 26 de agosto de 1850 (76 anos, 10 meses e 20 dias)  | Luís XVI (r. 1774 – 1792)    |
| Luís Filipe Duque de Orleães 1785 – 1790            | Luís Filipe I de França             | Luís Filipe conserva o título após o nascimento de Henrique, Duque de Bordéus, a 29 de setembro de 1820 (primeiro bisneto do Delfim Luís (1729-1765), que não era Filho de França), ao qual o seu tio-avô, o rei Luís XVIII, atribui o título de Neto de França (em francês: petit-fils de France). |                                                                  |                                                     | Luís XVI (r. 1774 – 1792)    |